# Rada Rolników
Rada Rolników – zespół opiniujący prezesa Kasy Rolniczego Ubezpieczenia Społecznego, powołany w celu zapewnienia ochrony praw i interesów ubezpieczonych i świadczeniobiorców, którzy korzystają z ubezpieczenia społecznego rolników. 

## Powołanie Rady
Radę Rolników powołano na podstawie ustawy z 1990 r. o ubezpieczeniu społecznym rolników. 

## Zadania Rady
Rada określa zasady ochrony zdrowia i życia w gospodarstwie rolnym, w celu zapobiegania wypadkom przy pracy rolniczej i rolniczym chorobom zawodowym.
Rada Rolników opiniuje projekty:
- aktów prawnych regulujących ubezpieczenia, w szczególności aktów wykonawczych do ustaw oraz aktów prawnych mających bezpośredni wpływ na funkcjonowanie ubezpieczenia,
- programów działania i planów finansowych Kasy.

## Uprawnienia Rady
Rada ma uprawnienia do:
- zaskarżania do Trybunału Konstytucyjnego aktów prawnych regulujących ubezpieczenia społeczne rolników,
- występowania do organów administracji państwowej, instytucji państwowych i organów samorządu terytorialnego o podjęcie określonych inicjatyw lub działań w sprawach związanych z ubezpieczeniem rolników.

## Skład Rady
W skład Rady Rolników wchodziło 50 członków. Kandydatów na członków zgłaszały społeczno-zawodowe organizacje rolników i związki zawodowe rolników indywidualnych o ogólnopolskim zakresie działania. 
Według znowelizowanej ustawy z 2023 r. o ubezpieczeniu społecznym rolników Radę Rolników w liczbie 25 członków powołuje minister właściwy do spraw rozwoju wsi spośród kandydatów zgłoszonych przez społeczno-zawodowe organizacje rolników i związki zawodowe rolników indywidualnych o ogólnokrajowym zakresie działania oraz Krajową Radę Izb Rolniczych.
Kadencja Rady Rolników trwa 3 lata.